# Kouma Konta
Kouma Konda ou Kouma Konta est un village situé dans la Région des Plateaux au Togo. Il a été fondé en 1720 par des agriculteurs Ewé et conserve plusieurs coutumes ancestrales, notamment les danses traditionnelles et les cérémonies vaudou.

## Histoire
En 1940, un Allemand nommé Viale découvre la colline face au Mont Kloto et décide d'y construire un château. Le Château Viale devient une résidence présidentielle en 1979, mais est abandonné depuis 1982.

## Culture
Kouma Konda est connu pour ses volets peints colorés et ses danses traditionnelles. Les guides locaux, Nestor et David, organisent des visites et des randonnées dans la région.

## Nature
La région est riche en biodiversité, avec de nombreux papillons et insectes colorés. La place du village est un lieu de vie et d'échange, où les habitants se rassemblent sous l'arbre à palabres.